# Yleisradio

Das Logo des Senders

Yleisradio (finnisch [ˈylɛi̯sˌrɑdi̯ɔ], übersetzt „Rundfunk“, wörtlich „Allgemeinradio“) oder Rundradion (schwedisch [ˈrɵ⁠n(d)ˌrɑːdi̯ʊ⁠n]), meist bekannt unter der Abkürzung Yle, ist die öffentlich-rechtliche Rundfunkanstalt von Finnland. Yle wurde 1926 gegründet und ist Mitglied in der Europäischen Rundfunkunion (EBU) und der Nordvision, einem Zusammenschluss staatlicher Rundfunkanstalten in den nordischen Ländern.

## Geschichte
Yle wurde als Aktiengesellschaft unter dem zweisprachigen Namen O.Y. Suomen Yleisradio – A.B. Finlands Rundradio am 29. Mai 1926 in Helsinki gegründet. Am 9. September desselben Jahres wurde das erste Radioprogramm übertragen. Dieser Tag gilt bis heute als der Geburtstag von Yle, obwohl es erst im Jahr 1928 über den Langwellensender Lahti großflächig zu hören war. Yle übernahm bestehende Radio-Clubs und entwickelte ein Sendernetz, so dass Anfang der 1930er-Jahre über 100.000 Haushalte erreicht wurden. 1934 kam die Rundfunkanstalt in staatliche Hände und wechselte ihren Namen von Oy Suomen Yleisradio Ab, 1944 zum Oy Yleisradio Ab und 1994 zum Yleisradio Ab, schwedisch Rundradion Ab.
Am 24. Mai 1955 wurde die erste finnische Test-Fernsehübertragung von Studenten der Technischen Hochschule Helsinki durchgeführt. Die Sendung wurde von 13 Personen empfangen. Im Jahr 1957 startete Yle mit ersten Testübertragungen, im darauffolgenden Jahr begann es mit dauerhafter Ausstrahlung im finnischen Fernsehen. Das Fernsehen erreichte schnell große Popularität in Finnland, sodass der Sender im Jahr 1964 zwei konkurrierende Kanäle übernahm und sie in einen zweiten Fernsehkanal namens TV-ohjelma 2 zusammenführte.

## Organisation

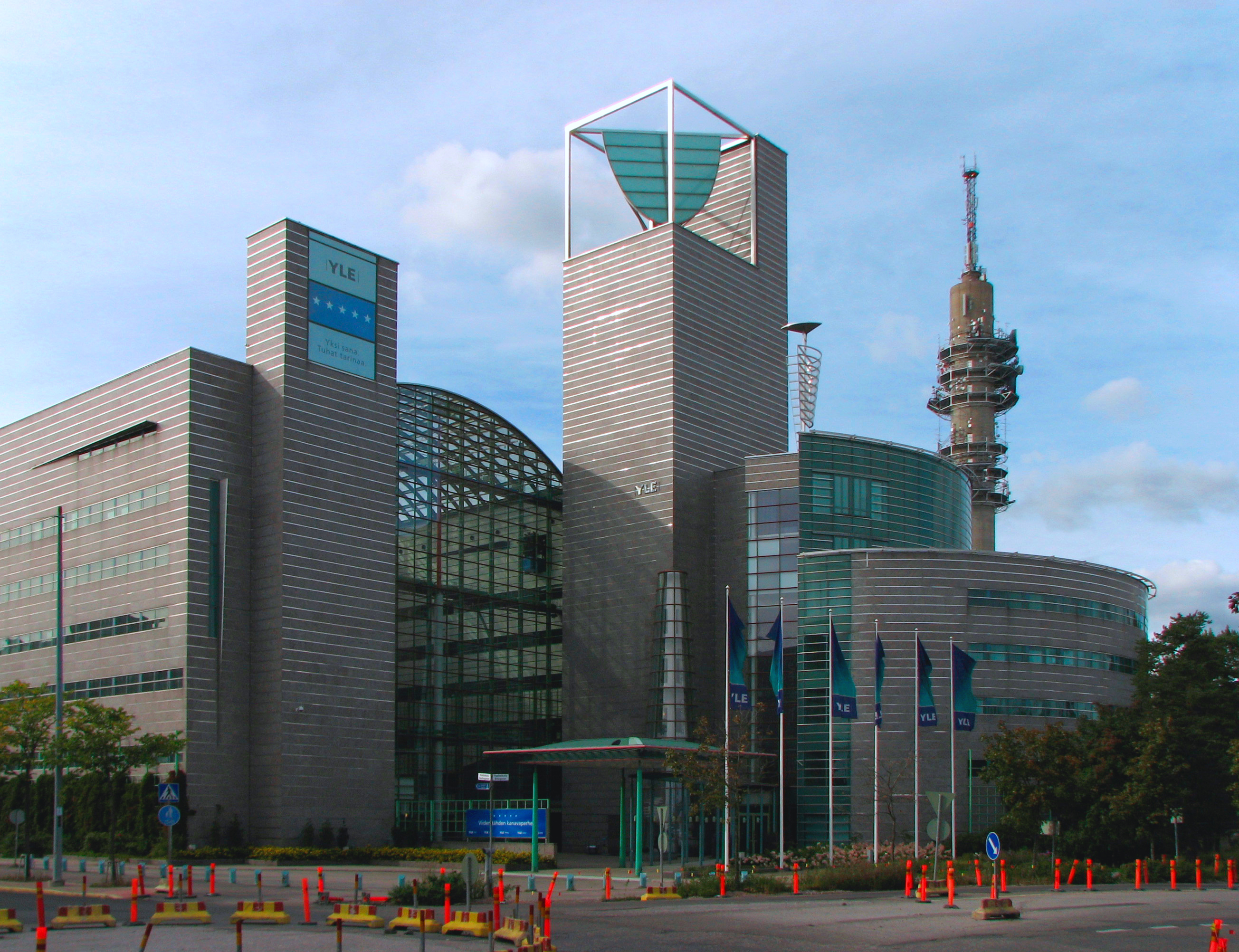
Hauptgebäude von Yle in Helsinki, rechts der 120 Meter hohe Fernsehturm

Yle untersteht dem Verkehrs- und Informationsministerium und ist zu 99,9 % in staatlicher Hand, ist aber eine eigenständige Organisation, die unabhängig von der Regierung arbeitet. Die Anstalt wurde von 1926 bis 2012 zu 90 % aus verpflichtenden Rundfunkgebühren finanziert (zuletzt 252,25 Euro pro Haushalt und Jahr). Seit 2013 werden die Beiträge in Form einer einkommensabhängigen Steuer (0,68 %, maximal jedoch 160 Euro) erhoben.
Der Hauptsitz von Yleisradio ist im Stadtteil Pasila in Helsinki, das zweite Programm Yle TV2 wird in Tampere-Ristimäki produziert. Kleinere Redaktionen sind über das ganze Land verteilt.
Zur Zeit des Kalten Krieges gehörte Yle als einzige Rundfunkanstalt sowohl zur westlichen Rundfunkorganisation EBU/Eurovision als auch zur Internationalen Rundfunk- und Fernsehorganisation (OIRT) / Intervision, dem damaligen Rundfunkverband der Ostblockstaaten.

## Programm
Yle betreibt vier nationale Fernsehprogramme sowie sechs nationale und zahlreiche regionale Radioprogramme. Da Finnland ein zweisprachiges Land ist (6 % der Bevölkerung sprechen als Muttersprache Schwedisch), produziert Yle in den beiden Abteilungen Finlands Svenska Television und Finlands Svenska Radio (siehe Svenska Yle) auch Sendungen in schwedischer Sprache. Außerdem werden Inhalte in den offiziellen Minderheitensprachen sowie auf Englisch und Russisch sowie im Sommer auch auf Deutsch produziert. Eine der ungewöhnlichsten Radiosendungen von Yleisradio war Nuntii Latini, eine Nachrichtensendung auf Latein, die bis 2006 auch auf Kurzwelle ausgestrahlt wurde, im Sommer 2019 aber im Zuge von Sparmaßnahmen eingestellt wurde.
Am 31. März 1993 wurde die Ausstrahlung von nationalen Rundfunkprogrammen auf Langwelle eingestellt, zum 31. Dezember 2006 wurden auch die  nationalen/internationalen Programme auf Mittelwelle sowie die internationalen Programme auf Kurzwelle beendet.

### Fernsehen
Allgemeine Programme:

Logo von Yle Teema

- Yle TV1 – Kanal mit Nachrichten, aktueller Berichterstattung, Dokumentationen, Kultur- und Bildungsprogrammen sowie Filmen.
- Yle TV2 – sendet vorrangig Kinder-, Jugend- und Sportsendungen sowie Unterhaltungsprogramme. Einen weiteren Schwerpunkt stellt die regionale Berichterstattung dar.
- Yle Teema & Fem – Kanal für Kultur, Bildung und Wissenschaft. Gesendet werden Aufnahmen von darstellender Kunst, klassischer Musik, Dokumentationen zu Kunst und Geschichte, Filme sowie themenspezifische Sendungen. Viele Programme werden mit schwedischen Untertiteln ausgestrahlt.

Digitalprogramme:
- TV Finland – digitaler Kanal in Schweden mit einer Auswahl an Sendungen von Yle.

HD-Programm:
- Yle TV1 HD
- Yle TV2 HD
- Yle Teema & Fem HD

Sonstige Programme:
- Yle Teksti-TV (Videotext) – mit Nachrichten, Sport, Verkehr, Wetter und Programminformationen.

Ehemalige Programme:
- YLE24 – War ein Nachrichtensender für aktuelle Berichterstattung und Übertragung von Ereignissen. Stellte Inhalte auch über Internet und für mobile Geräte (z. B. PDA) zur Verfügung. Hieß später YLE Extra, wurde dann jedoch eingestellt. Heute befindet sich an dieser Sendestelle der Private Sender Liv.
- YLE Extra

### Hörfunk
Allgemeine Programme:

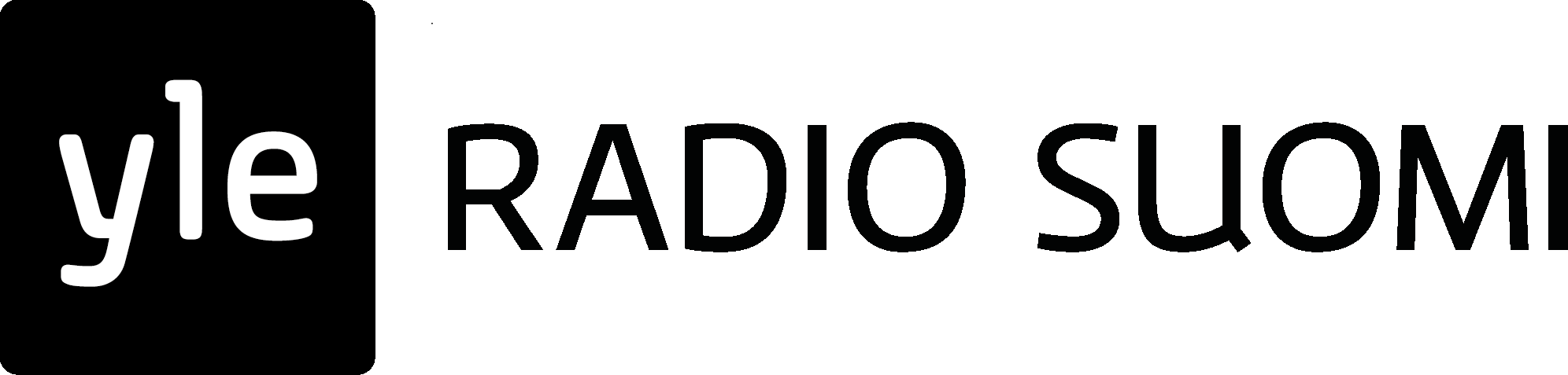
Logo von Yle Radio Suomi

- Yle Radio 1 – Kultur- und informationsorientierter Sender mit aktueller, tiefgründiger Berichterstattung aktueller Ereignisse, Gesprächssendungen sowie klassischer Musik (z. B. Konzerte des Finnischen Radio Symphonie Orchesters), Jazz, Folk, Weltmusik und religiöser Musik.
- YleX – Musiksender (Anteil 70 %), richtet sich vor allem an die jungen Erwachsenen (17 bis 27 Jahre alt), spielt aktuelle Musik sowie neue regionale und ausländische Pop- und Rockmusik. Des Weiteren gibt es Musiksendungen für spezielle Musikrichtungen.
- Yle Radio Suomi – Sender für nationale und regionale Nachrichten und Serviceinformationen sowie Sport und Unterhaltung. Regionale und ausländische Musik wird gesendet. Es gibt 18 Regionalfenster:

1. Helsinki
2. Hämeenlinna
3. Joensuu
4. Jyväskylä
5. Kajaani
6. Kemi
7. Kokkola
8. Kotka
9. Kuopio
10. Lahti
11. Lappeenranta
12. Mikkeli
13. Oulu
14. Pohjanmaa
15. Pori
16. Rovaniemi
17. Tampere
18. Turku

- Yle X3M – schwedischsprachiges Jugendradio mit Gesprächen zu aktuellen Themen, populärer Kultur sowie Nachrichten, Kinderprogrammen und Sportberichten. Die Musik setzt sich aus Pop, Rock und speziellen Richtungen zusammen.
- Yle Vega – schwedischsprachiges Informations- und Kulturprogramm, richtet sich an eine breite Zielgruppe. Die Musik besteht aus Pop, Jazz und klassischer Musik. Es gibt fünf Regionalfenster:

1. Huvudstadsregionen
2. Västnyland
3. Åboland
4. Österbotten
5. Östnyland

- Yle Sámi Radio – ein samisprachiger Radiosender, der Nord-Lappland versorgt. Der Sender entsteht in Kooperation mit Schweden und Norwegen.

Digitalprogramme:
- Yle Klassinen – sendet klassische Musik. Übertragen wird auch über digitales Fernsehen.

Internationale Programme/Services:
- Yle Mondo (weltweit über Satellit) – digitaler Service auf Englisch und in anderen Sprachen.

Sonstige Programme:
- Ausbildungskanäle in Turku, Kuopio, Lahti und Mikkeli.

Ehemalige Programme:
- YleQ – Features, politische Sendungen und Programme zu populärer Kultur für junge Erwachsene. Die Ausstrahlung erfolgte analog im Großraum Helsinki, digital im Süden Finnlands und über digitales Fernsehen.
- YLE Radio Peili – Programm für Nachrichten und aktuelle Berichterstattung, sendet Gesprächssendungen der anderen TV- und Radiosender von Yle sowie klassischen Jazz. Die Übertragung findet auch über digitales Fernsehen und analog über Mittelwelle statt.

- YLE Radio Finland (weltweit über Kurz- und Mittelwelle) – Auslandssender, sendete auf Finnisch, Schwedisch, Englisch, Deutsch, Französisch, Russisch und eine Nachrichtensendung auf Latein. Die Kurz- und Mittelwellensendungen wurden zum 31. Dezember 2006 eingestellt.
- Capital FM – Sender fasste Teile von YLE World und YLE Mondo zusammen (in der Hauptstadtregion und teilweise in Turku, Lahti und Kuopio)